# Troféu HQ Mix de melhor salão e festival
Salão e festival foi uma das categorias do Troféu HQ Mix, premiação brasileira dedicada aos quadrinhos que é realizada pela Associação dos Cartunistas do Brasil (ACB) e pelo Instituto do Memorial das Artes Gráficas do Brasil (IMAG) desde 1989.

## História
A categoria "Salão e festival" foi criada em 2000 para premiar eventos desses dois tipos cuja temática seja ligada aos quadrinhos e/ou ao humor gráfico (para outros tipos de eventos, há uma categoria geral). Até 2008, os ganhadores eram escolhidos por votação entre profissionais da área (roteiristas, desenhistas, jornalistas, editores, pesquisadores etc.) a partir de uma lista de sete indicados elaborada pela comissão organizadora do evento. A partir de 2009, o prêmio passou a ser definido pela comissão e por um júri especial. O Salão Internacional de Humor de Piracicaba é o principal vencedor da categoria, tendo conquistado o troféu quatro vezes.

## Vencedores

### Salão e festival
| Ano  | Evento                                                        | Cidade         | Outros indicados | Notas         |
| ---- | ------------------------------------------------------------- | -------------- | --- | ------------- |
| 2000 | 1º Festival Internacional de Humor e Quadrinhos de Pernambuco | Recife         | | [ 1 ]         |
| 2002 | 28º Salão Internacional de Humor de Piracicaba                | Piracicaba     | | [ 4 ]         |
| 2003 | 4º Festival Internacional de Humor e Quadrinhos de Pernambuco | Recife         | | [ 5 ]         |
| 2004 | 30º Salão Internacional de Humor de Piracicaba                | Piracicaba     | | [ 6 ]         |
| 2005 | 6º Festival Internacional de Humor e Quadrinhos de Pernambuco | Recife         | | [ 7 ]         |
| 2006 | 32º Salão Internacional de Humor de Piracicaba                | Piracicaba     | - 13º Salão Universitário de Humor de Piracicaba - 16° Salão Carioca de Humor - 1º Festival de Humor de Porto de Galinhas - 23º Salão de Humor do Piauí - III Festival Internacional de Humor Gráfico das Cataratas do Iguaçu - VII Festival Internacional de Humor e Quadrinhos de Pernambuco | [ 8 ] [ 9 ]   |
| 2007 | 33º Salão Internacional de Humor de Piracicaba                | Piracicaba     | - 14º Salão Universitário de Humor de Piracicaba - 16° Salão Carioca de Humor - 19º Salão de Humor de Volta Redonda - 24º Salão de Humor do Piauí - 2º Salão de Humor de Paraguaçu Paulista - VIII Festival de Humor e Quadrinhos de Pernambuco                                                | [ 10 ] [ 11 ] |
| 2008 | 9º Festival Internacional de Humor e Quadrinhos de Pernambuco | Recife         | - 1º Salão Internacional de Humor Pela Floresta Amazônica - 15º Salão Universitário de Humor de Piracicaba - 18º Salão Carioca de Humor - 20º Salão de Humor de Volta Redonda - 34º Salão de Humor de Piracicaba - 3º Salão de Humor de Paraguaçu Paulista                                     | [ 2 ] [ 12 ]  |
| 2009 | 1º Festival Internacional de Humor do Rio de Janeiro          | Rio de Janeiro | Eleito pela comissão e pelo júri especial | [ 3 ]         |
| 2010 | 2º Festival Internacional de Humor do Rio de Janeiro          | Rio de Janeiro | Eleito pela comissão e pelo júri especial | [ 13 ]        |
| 2011 | 3º Salão Internacional de Humor da Amazônia                   | Belém          | Eleito pela comissão e pelo júri especial | [ 14 ]        |
| 2012 | 3° Festival Internacional de Humor do Rio de Janeiro          | Rio de Janeiro | Eleito pela comissão e pelo júri especial | [ 15 ]        |
| 2013 | 1º Salão Internacional de Humor Gráfico de Pernambuco         | Recife         | Eleito pela comissão e pelo júri especial | [ 16 ]        |
| 2014 | 1ª Bienal Internacional de Caricatura                         | Rio de Janeiro | Eleito pela comissão e pelo júri especial | [ 17 ]        |